# Sweet Charity - Una ragazza che voleva essere amata
Sweet Charity - Una ragazza che voleva essere amata (Sweet Charity) è un film del 1969 diretto da Bob Fosse basato sulla sceneggiatura del film del 1957 Le notti di Cabiria scritta da Federico Fellini, Ennio Flaiano e Tullio Pinelli.
Mentre il film italiano descriveva la vita di una giovane prostituta, il film trasforma la protagonista in una ballerina in cerca del successo e dell'amore.